# Favipiravir
Favipiravir, também conhecido como T-705, Avigan ou favilavir, é uma substância química empregada experimentalmente como medicamento antiviral contra diferentes tipos de vírus ARN. O medicamento foi desenvolvido no Japão, conhecido genericamente como favipiravir, desenvolvido nos anos 1990 por uma empresa japonesa e é registrado em todo o mundo. Em fevereiro de 2020 o favipiravir foi submetido a experimentos na China para o tratamento do COVID-19. É um derivado da pirazinamida que se tem mostrado ativo contra o vírus da gripe, o vírus da febre amarela, o vírus do Nilo Ocidental e outros flavivírus, arenavírus, bunyavirus e alphavirus. Tem sido usado experimentalmente para tratar a infecção pelo vírus Ebola em humanos, após mostrar ser eficaz em um estudo com ratos de laboratório.
Em maio de 2020, o governo da Rússia anunciou o registro do Avifavir, um genérico (ou derivado) do Favipiravir, para tratamento de COVID-19.

## Mecanismo de ação
O favipiravir atua inibindo a ação da enzima ARN-polimerase, essencial para a replicação do vírus. O Favipiravir é convertido em ribofuranosil trifosfato por enzimas celulares, esta substância inibe seletivamente a RNA polimerase dos vírus de RNA, sem aparentemente produzir toxicidade para as células de mamíferos ou inibir a síntese de DNA ou RNA celular. No entanto, sua segurança e eficácia em humanos são desconhecidas em detalhes, pois ainda está em fase experimental. A China concluiu uma investigação clínica do medicamento antiviral Favipiravir, que demonstrou sua eficácia contra o coronavírus COVID-19, conforme confirmado pelo governo do país e relatado pela agência de notícias Xinhua. Este medicamento foi aprovado para uso clínico no Japão em 2014.

## Avifavir
Em 31 de maio de 2020, o Governo da Rússia anunciou o registro do primeiro genérico Avifavir. O Ministério da Saúde da Rússia informou que o Avifavir demonstrou grande eficácia em afetar os mecanismos de reprodução do SARS-CoV-2 e que será utilizado somente em hospitais, sob orientação e controle médico.

### Contra-indicações
O Avifavir não deve ser usado por mulheres grávidas e por pessoas que estejam planejando ter filhos.